# Frithiof Tikanoja
Frithiof Tikanoja, född 1877 i Kelviå, död 1964 i Finland, var en finländsk grosshandlare och kommerseråd. Tillsammans med Josef Lassila grundade han 1905 grosshandelsföretaget Lassila & Tikanoja i Vasa, vilket inledningsvis specialiserade sig på tyger och kramvaror och som fram till 1980-talet var det största i sin bransch i Finland. Han var en mångsidig affärsman och hörde till grundarna av flera andra företag samt 1908 till stiftarna av Vasa finska sparbank. 
Frithiof Tikanoja var en hängiven läsare och mycket konstintresserad. Han var också konstsamlare och stödde bland andra konstnären Eemu Myntti ekonomiskt. Frithiof Tikanoja var gift med Eemu Mynttis syster, Ruusa Elisabeth Myntti (1888-1930).
22 december 1951 donerade Frithiof Tikanoja sin konstsamling omfattande över ett tusen verk till Vasa stad. Samtidigt med detta grundades Tikanojan taidekoti (svenska: Tikanojas konsthem) i hans tidigare hem på Hovrättsesplanaden 4 i Vasa, som öppnades för publik några dagar senare, annandag jul 1951. Det kommunala museet drivs av Vasa stads museer, under stadens museinämnd.